# رسم بالتقطير

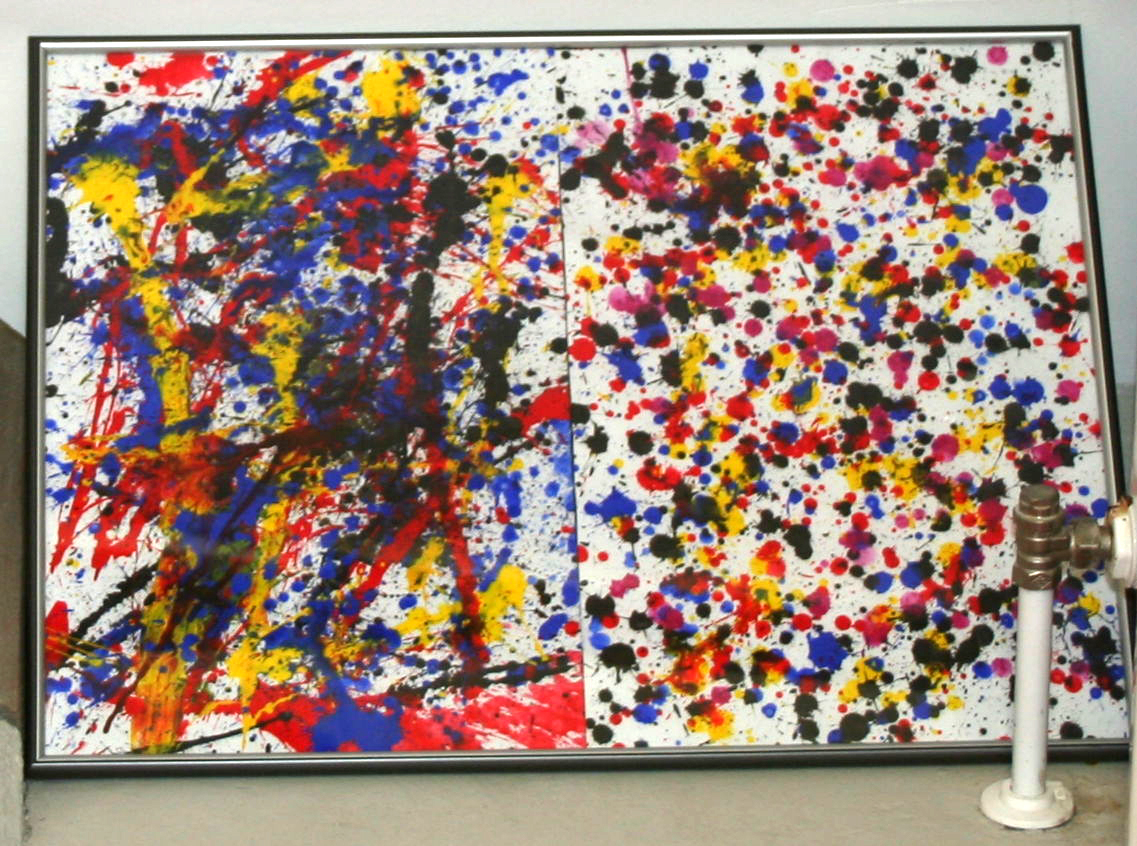
تصوير انفعالي يبين رسما بالتنقيط على اليمين

الرسم بالتقطير هو شكل من أشكال الفن التجريدي حيث يقطر الطلاء أو يسكب على القماش. تم تجربة هذا النمط من رسم الحركة في النصف الأول من القرن العشرين من قبل فنانين مثل فرانسيس بيكابيا وأندريه ماسون وماكس إرنست، الذين استخدموا الرسم بالتنقيط في أعمالهم The Bewildered Planet ، والشباب مفتونًا بهروب غير - يطير الإقليدية (1942). استخدم إرنست الوسائل الجديدة لرسم الصور ليساجوس عن طريق تأرجح دلو مثقوب من الطلاء على قماش أفقي.
ومع ذلك، وجدت اللوحة بالتنقيط تعبيرًا خاصًا في أعمال فنانين منتصف القرن العشرين جانيت سوبل وجاكسون بولوك. وجد بولوك عمل لوحة بالتنقيط ترضيه، فيما بعد استخدم التقنية بشكل حصري تقريبًا. واستخدم أدوات غير تقليدية مثل العصي، والفرش التلوين المتصلبة، وحتى المحاقن  لإنشاء أعمال تجريدية كبيرة وحيوية. استخدمت بولوك طلاءًا منزليًا أو صناعيًا لإنشاء لوحاته — وصفت زوجة بولوك لي كراسنر لوحة ألوانه بأنها «عادة ما تكون علبة أو اثنتين من طلاء المينا، مرققة إلى النقطة التي يريدها، واقفة على الأرض إلى جانب قماش ملفوف» وهذا استخدمت بولوك العلامات التجارية Duco أو Davoe و Reynolds لطلاء المنازل.
وقد كان طلاء المنزل أقل لزوجة من الأنابيب التقليدية للطلاء الزيتي، وبالتالي أنشأ بولوك وسائطه الكبيرة أفقياً لمنع طلاءه من العمل. تخلق خطوط إيماءاته نمطًا عامًا موحدًا يسمح للعين بالانتقال من إحدى اللوحات إلى الأخرى والعودة مرة أخرى.
تتضمن مصادر تقنية التنقيط نافاجو للرمل. كما تم إجراء طلاء الرمل بشكل مسطح على الأرض. مصدر آخر يسمى اسلوب "underpainting" للرسامين الجدارية المكسيكيين. إن علامات التنقيط التي رسمها الرسام الجدارية ديفيد ألفارو سيكيروس سمحت له بالعمل على تكوينه للعديد من العمال وأبطاله المكسيكيين.
من بين الفنانين المعاصرين الذين استخدموا الرسم بالتنقيط ليندا بنجليس،  نورمان بلوم،  دان كريستنسن،  إيان دافنبورت،  رونالد ديفيس،  رودني جراهام،  جون هويلاند،  روني لاندفيلد،  زين لويس،  جوان ميتشل،  روكسي باين،  لاري بونس،  بات ستير،  أندريه ثومكينز،  و ZEVS .